# BiNGO!
『BiNGO!』（ビンゴ）は、松村努によるバスケットボール漫画。『月刊コロコロコミック』に連載され、連載終了後に『別冊コロコロコミック』で完結編が掲載された。単行本は全5巻。

## あらすじ
日本一のスリを目指す中学2年生・花丸敏吾は転校先である千葉県の月橋中学校長の西田ひかる相手にスリを見抜かれ、西田校長が監督を務めるバスケ部に入部。最初はスリの修行として励むが次第にライバルの出現や試合を重ねるごとにバスケに目覚めていく。

## 登場人物

### 月橋中バスケ部
花丸 敏吾 （はなまる びんご）
主人公。トンガリ頭とたらこ唇がトレードマーク。性格はかなり屈折しており卑劣。さらにスリの常習者であるが中身には興味がないため通りすがりの他人に渡して去っていく。常人には目に見えないほどのスリさばきであり、スリの他に顔にイタズラをしたりと好き放題していた。
関西では有名なスリとして誰もが恐れ、避けるため親の計らいで親戚の家に引越し千葉県の月橋中に転校。登校初日に西田校長にスリを初めて見抜かれた為、スリの弟子入りのつもりでバスケ部に入部。常識外れの驚異的なジャンプ力とスピード能力を誇るがドリブルが苦手で人にパスを渡すのもプライドが許さない。スリの腕を生かしたスティールを得意技とした。ライバルの常盤やキャプテンの和久井などの出会いによって次第にバスケに励む。
最終回では10年後にプロ選手になっていた。
常盤 章浩（ときわ あきひろ）
敏吾のライバルでありツッコミ役。敏吾のスリをかわした数少ない登場人物の一人で、敏吾から一方的に敵視される。人気も実力も高く3年生の山口が去った後のバスケ部レギュラーに選ばれる。ポジションはパワーフォワード(PF)。カッとなりやすいのが欠点。
10年後には先輩達と共に日本代表の選手となっている。名前の由来は常盤貴子。
小島（こじま）
3年生のバスケ部レギュラー。長髪で女子生徒に人気がある。相手の方を見ずにパスを渡すノールックパスが得意。
桜井（さくらい）
3年生のバスケ部レギュラー。実家は飲食店を営んでいる。名前の由来は桜井幸子。
瀬戸 正広（せと まさひろ）
3年生のバスケ部レギュラー。ポジションはスモールフォワード(SF)。他の部員に比べ人気がないのを少し悔しがっている。名前の由来は瀬戸朝香。
和久井（わくい）
3年生のバスケ部キャプテン。背が低く幼い顔立ちだが、敏吾以上に桁違いのジャンプ力を持ち実力も中学バスケ界では知られた天才プレイヤー。ポジションはシューティングガード(SG)。敏吾から「小坊主くん」と呼ばれている。幼少の頃の病気の影響で長時間の運動ができない。名前の由来は和久井映見。
石狩（いしかり）
3年生のバスケ部補欠。下級生をしごいていたが敏吾に返り討ちにあい丸坊主にされる。合宿後は補欠ながらも出場メンバーに選ばれた。
西田ひかる（にしだ -）
月橋中の校長でありバスケ部の監督。若い頃は有名なバスケ選手で日本代表として活躍したこともあった。敏吾のスリを難なく見抜き、人並み外れた能力を買ったが敏吾はスリの天才と勘違いしていた。敏吾の実力は認めているものの、暴走する敏吾に手を焼いており、呆れている。ハゲ頭が特徴。名前の由来はそのまま西田ひかる。
後の同作者の作品『ぐるっと!ヨーカイザー』で1コマであるが彼らしき人物が通行人として登場している。

### バスケ部以外の月橋中生徒
鷹丘 新八（たかおか しんぱち）
敏吾の元同級生。幼稚園の頃から敏吾をライバル視しており敏吾を追って月橋中に転校。方向音痴。
観月（みづき）
男子バレー部レギュラー。アタックしか出来ない為、部員からは「アタックやろう」と呼ばれている。二枚目気取りだが全くモテず、その事で和久井をライバル視している。よく前髪を整える。名前の由来は観月ありさ。
谷（たに）
ラグビー部レギュラー。昔はガッチリした体格だったが、食べすぎで昔の面影をなくすほど太ってしまい、主将からは「痩せないとクビにする」と突き付けられていた。よくパン（特にカレーパン）を食べている。
奥菜（おきな）
剣道部員。相当な実力者だが、極度の恥ずかしがり屋で面を着けていないとまともに人と話せない。かなりの時代劇ファン。名前の由来は奥菜恵。

### 他校のバスケ部員
牧瀬兄弟（まきせきょうだい）
海珍中バスケ部部員。五つ子ならではのチームワークが売り。1回戦で敏吾達の新バスケ部と対戦し圧倒するが、接戦の末に惜敗した。名前の由来は牧瀬里穂。
友坂 剛（ともさか つよし）
高野中バスケ部キャプテン。常にビデオカメラを回しており敏吾に「ビデオやろう」と呼ばれている。データ重視の戦略で前年の県大会では3位の好成績を残しており、月橋との試合でも和久井を疲れさせるがデータにとらわれない敏吾に対応しきれず2回戦負けとなる。名前の由来はともさかりえ。
篠原 涼（しのはら りょう）
習志菜中バスケ部キャプテン。お調子者でマイペースだが前年の県大会では準優勝を収めた強豪。名前の由来は篠原涼子。
広末（ひろすえ）
習志菜中バスケ部部員。1年生だが、安室奈美平より長身の男。名前の由来は広末涼子。
安室 奈美夫（あむろ なみお）
夏目中バスケ部キャプテン。前年度県大会優勝の立役者で安室ブラザーズの兄。普段は弟・奈美平に肩車されている。敏吾と初対面で直接対決を誓うが、作中で試合をする事はなかった。名前の由来は安室奈美恵。
安室 奈美平（あむろ なみへい）
夏目中バスケ部員。色黒で長身の男。普段は兄・奈美夫を肩車しているが、ドン臭い所もあり兄にはかなわない様子。名前の由来は兄と同じく安室奈美恵。
相川 七生（あいかわ ななお）
芝川中バスケ部キャプテン。敏吾にそっくりだが性格と実力は対照的。新設校の芝川中は全国からバスケの強豪選手を引き抜いており、彼自身も過去にミニバスケットボールの大会で日本一に輝いた事がある。敏吾と同じく関西弁を喋る。名前の由来は相川七瀬。
細川
芝川中バスケ部部員。神奈川県出身。瀬戸の幼馴染でスピードでは瀬戸を上回る。
藤谷
芝川中バスケ部部員。広島県出身。パワーは桜井を圧倒する。チームプレイに難。
後藤
芝川中バスケ部部員。秋田県出身。シュートは抜群の正確性を誇る。

### その他
山口（やまぐち）
3年生で元月橋中のバスケ部レギュラー。キャプテンの和久井に次ぐ実力を持つ。笑顔がトレードマークで敏吾に「ニコニコくん」と呼ばれている。父親の都合で渡米することになったためバスケ部を退部し常盤にレギュラーの座を託す。名前の由来は山口智子。
10年後には常盤達と日本代表と共にいるが、一人だけ練習に参加しておらず服装も違うため選手なのかコーチなのかは不明。
庵々（あんあん）
西田監督の現役時代の元ライバル。現在は山奥の寺の住職で、毎年月橋中のバスケ部が強化合宿を行っている。無口であるが経験者である故に、ビンゴの才能を評価していた。
吉川 ひなの（よしかわ -）
芝川中バスケ部監督。現役時代は西田監督と全日本の代表の座を争ったライバルで、元全日本学生空手チャンピオンでもあった。名前の由来は西田監督同様にそのまま吉川ひなの。

## 備考
- 単行本では書き下ろしとして4コマ漫画が掲載されていた。
- 登場人物はほとんど男性であるが(女性キャラはモブ程度の登場)、名前の大半は女性タレント・歌手・俳優から付けられている。
- 連載終了から約3年後、作者の松村は当作品の主人公名・花丸敏吾名義で『パチスロ貴族 銀』のコミカライズを執筆・活動していた。